# Equanimeous St. Brown
Equanimeous „EQ“ Tristan Imhotep J. St. Brown (* 30. September 1996 in Anaheim, Kalifornien) ist ein deutsch-amerikanischer American-Football-Spieler auf der Position des Wide Receivers. Er spielte bis 2018 an der University of Notre Dame und wurde im NFL Draft 2018 als 207. Pick von den Green Bay Packers gedraftet. Zurzeit steht er bei den San Francisco 49ers in der National Football League (NFL) unter Vertrag.

## Frühe Jahre
St. Brown wuchs in Anaheim in Kalifornien auf. St. Brown spielte 2014 als Senior an der Servite High-School in Anaheim. Er erzielte bei 32 Passfängen 485 Yards und dabei 4 Touchdowns.

## College
2015 wechselte er an die Notre Dame University. In seiner Freshman-Saison spielte er als Reserve-Wide Receiver und im Special Team. Er machte nur einen einzigen Passfang für 8 Yards. Er erlitt während des Trainings eine Schulterverletzung, die seine Saison beendete. 2016 startete er in seiner Sophomore-Saison als Wide Receiver in allen 12 Spielen von Notre Dame. Als bester Receiver holte er bei 58 Passfängen 961 Yards und dabei 9 Touchdowns. In der Saison machte er auch einen Salto-Touchdown, mit dem er erstmals nationale Aufmerksamkeit bekam. 2017 spielte er als Junior weiterhin für Notre Dame. Als bester Wide Receiver bei Notre Dame holte er bei 13 Saisonspielen und 33 Passfängen 515 Yards und 4 Touchdowns. Grund für diesen Leistungsabfall war, dass der Quarterback aus der Saison 2016, DeShone Kizer, beim NFL Draft 2017 in der 2. Runde von den Cleveland Browns gedraftet wurde. Durch den neuen und dementsprechend unerfahrenen Quarterback Brandon Wimbush wurde das System mehr auf Laufspiel ausgerichtet.
Am 5. Januar 2018 gab St. Brown via Twitter bekannt, dass er sich für den NFL Draft anmelden werde, obwohl er noch ein Jahr länger als Senior an der Notre Dame University hätte spielen können.
| Jahr                          | Team       | Spiele | Passspiel | Passspiel | Passspiel | Passspiel |
| Jahr                          | Team       | Spiele | Rec       | Yds       | Avg       | TD        |
| ----------------------------- | ---------- | ------ | --------- | --------- | --------- | --------- |
| 2015                          | Notre Dame | 2      | 1         | 8         | 8,0       | 0         |
| 2016                          | Notre Dame | 12     | 58        | 961       | 16,6      | 9         |
| 2017                          | Notre Dame | 12     | 33        | 515       | 15,6      | 4         |
| Gesamt                        | Gesamt     | 26     | 92        | 1.484     | 16,1      | 13        |
| Quellen: sports-reference.com |            |        |           |           |           |           |

## NFL

### Green Bay Packers
St. Brown wurde im NFL Draft 2018 mit dem 207. Pick in Runde 6 von den Green Bay Packers ausgewählt. Damit gab es gleichzeitig ein erneutes Aufeinandertreffen mit DeShone Kizer, der 2016 Quarterback bei Notre Dame war und somit zusammen mit St. Brown spielte. Viele Experten hatten vor dem Draft vorausgesagt, dass er in Runde 2 oder 3 ausgewählt werde, deshalb war seine tatsächliche Auswahl in Runde 6 enttäuschend.
In den vier Preseason-Spielen der Packers erreichte EQ St. Brown bei 6 Passfängen 83 Yards, schaffte aber keinen Touchdown. Er überstand den Spieler-Cut und stand damit im endgültigen Kader der Green Bay Packers für die Saison 2018.
St. Brown gab sein NFL-Debüt am 7. Oktober 2018 bei der Niederlage gegen die Detroit Lions, wobei er 3 Bälle für 89 Yards fing. Insgesamt erzielte er in der Saison 328 Yards, jedoch keinen Touchdown.
In der Vorbereitung zur Saison 2019 verletzte sich St. Brown in einem Spiel gegen die Oakland Raiders am Knöchel. Er wurde von den Packers auf die Injured Reserve List gesetzt, wodurch er für die komplette Saison ausfiel.
Nachdem St. Brown im ersten Saisonspiel der Saison 2020 nicht eingesetzt wurde, setzten die Packers St. Brown wegen einer Knieverletzung vor dem zweiten Spieltag erneut auf die Injured Reserve List. Nach dem fünften Spieltag wurde St. Brown wieder für einsatzfähig erklärt. Er debütierte am sechsten Spieltag gegen die Tampa Bay Buccaneers.
Am 16. Spieltag gegen die Tennessee Titans erzielte St. Brown seinen ersten Touchdown in der NFL. Er ist damit nach Markus Kuhn und Jakob Johnson der dritte deutsche Footballspieler, der einen Touchdown in der NFL erzielen konnte.
Am 31. August 2021 wurde er im Rahmen der finalen Kaderverkleinerung von den Packers entlassen, einen Tag später wurde er jedoch in den Practice Squad der Packers aufgenommen. Am 13. Oktober 2021 wurde er vor Woche 6 in den aktiven Kader der Packers befördert.

### Chicago Bears
Am 18. März 2022 unterschrieb er einen Einjahresvertrag mit den Chicago Bears. Im Januar 2023 verlängerte er seinen Vertrag in Chicago um ein Jahr.

### New Orleans Saints und San Francisco 49ers
Im April 2024 nahmen die New Orleans Saints St. Brown unter Vertrag. Für die Saints bestritt St. Brown nur zwei Spiele.
Zur Saison 2025 wurde St. Brown am 22. Juli 2025 von den San Francisco 49ers verpflichtet, am 31. Juli im Rahmen eines Kader-Umbaus wieder entlassen und nur fünf Tage später mit einem Einjahresvertrag ausgestattet. Nach einer Fußverletzung, die er sich im Training zugezogen hatte, wurde er weitere drei Tage später auf die Injured Reserve List gesetzt und musste die Saison beenden.

### Statistiken
| Jahr                                | Team               | Spiele | Starts | Passspiel | Passspiel | Passspiel | Passspiel | Passspiel | Passspiel | Laufspiel | Laufspiel | Laufspiel | Laufspiel | Laufspiel |
| Jahr                                | Team               | Spiele | Starts | Rec       | Tgt       | Yds       | Avg       | TD        | Lng       | Att       | Yds       | Avg       | TD        | Lng       |
| ----------------------------------- | ------------------ | ------ | ------ | --------- | --------- | --------- | --------- | --------- | --------- | --------- | --------- | --------- | --------- | --------- |
| 2018                                | Green Bay Packers  | 12     | 7      | 21        | 36        | 328       | 15,6      | 0         | 54        | 1         | 5         | 5,0       | 0         | 5         |
| 2020                                | Green Bay Packers  | 12     | 1      | 7         | 13        | 117       | 16,7      | 1         | 24        | 1         | 7         | 7,0       | 0         | 7         |
| 2021                                | Green Bay Packers  | 13     | 2      | 9         | 17        | 98        | 10,9      | 0         | 26        | 3         | 14        | 4,7       | 0         | 13        |
| 2022                                | Chicago Bears      | 16     | 16     | 21        | 38        | 323       | 15,4      | 1         | 56        | 6         | 54        | 9,0       | 0         | 41        |
| 2023                                | Chicago Bears      | 7      | 2      | 5         | 6         | 62        | 12,4      | 0         | 21        | 0         | 0         | 0         | 0         | 0         |
| 2024                                | New Orleans Saints | 2      | 0      | 0         | 0         | 0         | 0         | 0         | 0         | 0         | 0         | 0         | 0         | 0         |
| Gesamt                              | Gesamt             | 62     | 28     | 63        | 110       | 928       | 14,7      | 2         | 56        | 11        | 80        | 7,3       | 0         | 41        |
| Quellen: pro-football-reference.com |                    |        |        |           |           |           |           |           |           |           |           |           |           |           |

## Persönliches
Seine Mutter Miriam ist Deutsche, die später in die Vereinigten Staaten auswanderte. Sein Vater, John Brown, ist ein US-Amerikaner, der Bodybuilder war und 1981 und 1982 Mr. Universum wurde. St. Brown hat zwei Brüder, Osiris und Amon-Ra. Beide Brüder sind jünger und spielen ebenfalls American Football als Wide Receiver. Osiris spielt an der Stanford University, wohingegen Amon-Ra für die USC Trojans spielte, bevor er im NFL Draft 2021 an der 112. Stelle von den Detroit Lions ausgewählt wurde.